# Dendrogale
Dendrogale là một chi động vật có vú trong họ Tupaiidae, bộ Scandentia. Chi này được Gray miêu tả năm 1848. Loài điển hình của chi này là Hylogalea murina Schlegel and Müller, 1843.

## Các loài
Chi này gồm các loài: